# Леди Каролина Лэм
«Леди Каролина Лэм» (англ. Lady Caroline Lamb) — кинофильм режиссёра Роберта Болта, снятый в Великобритании в 1972 году. Мелодрама в исторических декорациях начала XIX века.

## Сюжет
Сюжет фильма основан на реальной биографии светской львицы и литератора леди Каролины, жены члена Палаты общин Великобритании, а в дальнейшем премьер-министра сэра Уильяма Лэма, 2-го виконта Мельбурн.
Брак Каролины и Уильяма Лэма в 1805 году не мог быть безоблачным: Каролина была известна своим порывистым, неуравновешенным и оригинальным характером. Но, видимо, именно это и привлекло к ней её будущего мужа, который сделал девушке предложение, несмотря на предостережения его матери, леди Мельбурн, женщины волевой, чрезвычайно расчётливой, сделавшей успешную светскую карьеру, несмотря на своё скромное происхождение, способствовав успехам своего мужа и детей в том числе и романами с влиятельными и знатными мужчинами, включая принца Уэльского. Леди Мельбурн, сознавая, что по происхождению и богатству семейство Понсонби стоит выше Лэмов, и этот брак может способствовать политической карьере её одаренного и амбициозного сына, тем не менее видит, что не знающая удержу Каролина сделает её сына несчастным, из неё не выйдет жены политика, способной помочь мужу.
Через несколько лет брак молодых людей даёт трещину: сэр Уильям был увлечён своей политической карьерой, а Каролина, жаждавшая сильных ощущений, все больше времени  проводит в компании светских щеголей и поэтов. В 1812-м году она встречает стоящего на пороге всеевропейской славы лорда Джорджа Байрона. Между леди Лэм и Байроном вспыхивает роман, который оба не то что не прячут, а явно выставляют напоказ.
Каролина фактически оставляет мужа и открыто демонстрирует свои отношения с Байроном, поддерживая его причуды, повышая градус скандальности вокруг имени поэта. Поначалу он пребывал в полном восторге от своей любовной победы над известнейшей светской дамой и женой видного политика. Но постепенно страсть Каролины наскучила Байрону, а её требования ответных чувств утомили его.
Это замечает и леди Мельбурн: она способствует знакомству Байрона со своей племянницей, рассчитывая, что покинутая Каролина вернётся в рамки благопристойности и перестанет вредить карьере своего мужа.
Однако отвергнутая Каролина продолжает преследовать своего неверного возлюбленного, идёт на различные унижения для того, чтобы добиться хоть кратковременного свидания с поэтом, публично выслушивает его едкие отповеди, устраивает публичные скандалы. Все это закончивается нервным срывом, после которого она погружается в молчание на многие месяцы.
Уильям Лэм до конца пытался понять свою жену, осознавая, что её безумные поступки продиктованы не распущенностью, а лишь страстностью её натуры, неумением жить «наполовину» и скрывать чувства. Поставленный перед выбором между блестящей карьерой и сохранением брака, он выбирает второе, удаляется вместе с женой в деревню, надеясь вырвать Каролину из плена охватившей её тоски. Постепенно Каро приходит в себя.
Но вслед за этим она осознает, какую жертву принёс для неё её муж: Лэмов не принимают в свете, они изолированы. Каролина решает совершить дерзкий шаг: привлечь внимание самого известного и влиятельного человека в Англии — лорда Веллингтона, чья слава может покрыть её скандальную репутацию и вернуть влияние в свете. Каролина пытается добиться его расположения, но Веллингтон не хочет идти дальше небольшой интрижки и отталкивает Каролину.
Потерпев очередной крах, леди Лэм отказывается от общения с мужем, и освобождает его от всех обязательств перед ней, подписывая документы о разводе. Мать Уильяма, леди Мельбурн, пользуясь своей давней связью с принцем-регентом, всё-таки добивается для Уильяма повторного назначения в Ирландию, куда тот уезжает один. Оставшись одна, Каролина постепенно лишается рассудка и вскоре умирает.

## В ролях
- Сара Майлз — Каролина Лэм
- Джон Финч — Уильям Лэм
- Ричард Чемберлен — Лорд Байрон
- Ральф Ричардсон — Георг IV
- Лоренс Оливье — герцог Веллингтон
- Джон Миллс — Каннинг
- Маргарет Лейтон — леди Мельбурн
- Памела Браун — леди Бессборо
- Майкл Уайлдинг — лорд Холланд
- Фанни Рове — леди Холланд
- Соня Дрездел  — леди Понт
- Катерина Боратто

## Номинации
В 1973 году фильм номинирован на премию BAFTA за лучшую работу художника-постановщика, лучшую музыку и лучшую роль актёра второго плана, но наград не получил.